# Törpeszépiák
A törpeszépiák (Sepiidae) család legismertebb neme a Sepia. E nevet két vonatkozásban is gyakran hallhatjuk emlegetni. Egyik nevezetességük a héjuk
azaz a bőrükbe süllyedt hátoldali mészlemezük, amelynek hátulsó vége többnyire kis hegyben végződik, és szerkezetén még felismerhetők az egykori kamrákra tagoltság nyomai. Szépiacsont néven került kereskedelmi forgalomba. Kalitkában tartott énekesmadarak szívesen csipkedik. A tintahalfajok tintamirigyei miatt kapták a nevüket. A kifogott állatok tintazacskóját kivágják, napon megszárítják, és tartalmát erős lúggal péppé dörzsölik. A tintahalak testmérete több centiméter is lehet. Hát-hasi irányban laposak, testük permén úszólebeny található.

## Rendszerezés
A családba az alábbi nemek, alnemek és fajok tartoznak:
- Metasepia
  - Metasepia pfefferi (Hoyle, 1885)
  - Metasepia tullbergi (Appellöf, 1886)

- Sepia
  - Alnemük meghatározhatatlan
    - Sepia bartletti (Iredale, 1954)
    - Sepia baxteri (Iredale, 1940)
    - Sepia dannevigi (Berry, 1918)
    - Sepia elliptica (Hoyle, 1885)
    - Sepia plana (Lu & Reid, 1997)
    - Sepia senta (Lu & Reid, 1997)
    - Sepia whitleyana (Iredale, 1926)

  - Sepia (Acanthosepion) (Rochebrune, 1884) - alnem
    - Sepia aculeata (Van Hasselt, 1835 in Férussac & D'Orbigny, 1834-1848)
    - Sepia brevimana (Steenstrup, 1875)
    - Sepia esculenta (Hoyle, 1885)
    - Sepia lycidas (Gray, 1849)
    - Sepia prashadi (Winckworth, 1936)
    - Sepia recurvirostra (Steenstrup, 1875)
    - Sepia savignyi (Blainville, 1827)
    - Sepia smithi (Hoyle, 1885)
    - Sepia stellifera (Homenko and Khromov, 1984)
    - Sepia thurstoni (Adam and Rees, 1966)
    - Sepia zanzibarica (Pfeffer, 1884)

  - Sepia (Anomalosepia) (Khromov, 1987) - alnem
    - Sepia australis (Quoy & Gaimard, 1832)
    - Sepia omani (Adam & Rees, 1966)
    - Sepia sulcata (Hoyle, 1885)

  - Sepia (Doratosepion) (Rochebrune, 1884) - alnem
    - Sepia adami (Roeleveld, 1972)
    - Sepia andreana (Steenstrup, 1875)
    - Sepia appellofi (Wülker, 1910)
    - Sepia arabica (Massy, 1916)
    - Sepia aureomaculata (Okutani and Horikawa, 1987)
    - Sepia bathyalis (Khromov, Nikitina and Nesis, 1991)
    - Sepia braggi (Verco, 1907)
    - Sepia burnupi (Hoyle, 1904)
    - Sepia carinata (Sasaki, 1920)
    - Sepia confusa (Smith, 1916)
    - Sepia cottoni (Adam, 1979)
    - Sepia elongata (D'Orbigny, 1839-1842 in Férussac & D'Orbigny, 1834-1848)
    - Sepia erostrata (Sasaki, 1929)
    - Sepia foliopeza (Okutani & Tagawa, 1987)
    - Sepia incerta (Smith, 1916)
    - Sepia ivanovi (Khromov, 1982)
    - Sepia joubini (Massy, 1927)
    - Sepia kiensis (Hoyle, 1885)
    - Sepia kobiensis (Hoyle, 1885)
    - Sepia limata (Iredale, 1926)
    - Sepia longipes (Sasaki, 1914)
    - Sepia lorigera (Wülker, 1910)
    - Sepia mascarensis (Filippova & Khromov, 1991)
    - Sepia mira (Cotton, 1932)
    - Sepia mirabilis (Khromov, 1988)
    - Sepia murrayi (Adam and Rees, 1966)
    - Sepia pardalis (Sasaki, 1914)
    - Sepia peterseni (Appellöf, 1886)
    - Sepia rhoda (Iredale, 1954)
    - Sepia saya (Khromov, Nikitina and Nesis, 1991)
    - Sepia sewelli (Adam & Rees, 1966)
    - Sepia sokotriensis (Khromov, 1988)
    - Sepia subtenuipes (Okutani & Horikawa, 1987)
    - Sepia tala (Khromov, Nikitina & Nesis, 1991)
    - Sepia tenuipes (Sasaki, 1929)
    - Sepia tokioensis (Ortmann, 1888)
    - Sepia trygonina (Rochebrune, 1884)
    - Sepia vercoi (Adam, 1979)
    - Sepia vietnamica (Khromov, 1987)

  - Sepia (Hemisepius) (Steenstrup, 1875) - alnem
    - Sepia dubia (Adam & Rees, 1966)
    - Sepia faurei (Roeleveld, 1972)
    - Sepia pulchra (Roeleveld and Liltved, 1985)
    - Sepia robsoni (Massy, 1927)
    - Sepia typica (Steenstrup, 1875)

  - Sepia (Rhombosepion) (Rochebrune, 1884 - alnem)
    - Sepia acuminata (Smith, 1916)
    - Sepia cultrata (Hoyle, 1885)
    - Sepia elegans karcsú tintahal
    - Sepia hedleyi (Berry, 1918)
    - Sepia hieronis (Robson, 1924)
    - Sepia madokai (Adam, 1939)
    - Sepia opipara (Iredale, 1926)
    - Sepia orbignyana (Férussac in D'Orbigny, 1826)
    - Sepia reesi (Adam, 1979)
    - Sepia rex (Iredale, 1926)
    - Sepia vossi (Khromov, 1996)

  - Sepia (Sepia) (Linnaeus, 1758)
    - Sepia angulata (Roeleveld, 1972)
    - Sepia apama (Gray, 1849)
    - Sepia bandensis (Adam, 1939)
    - Sepia bertheloti (D'Orbigny, 1835 in Férussac & D'Orbigny, 1834-1848)
    - Sepia chirotrema (Berry, 1918)
    - Sepia dollfusi (Adam, 1941)
    - Sepia elobyana (Adam, 1941)
    - Sepia gibba (Ehrenberg, 1831)
    - Sepia hierredda (Rang, 1835 in Férussac & D'Orbigny, 1834-1848)
    - Sepia insignis (Smith, 1916)
    - Sepia irvingi (Meyer, 1909)
    - Sepia latimanus (Quoy & Gaimard, 1832)
    - Sepia mestus (Gray, 1849)
    - Sepia novaehollandiae (Hoyle, 1909)
    - Sepia officinalis közönséges tintahal
    - Sepia papillata (Quoy and Gaimard, 1832)
    - Sepia papuensis (Hoyle, 1885)
    - Sepia pharaonis (Ehrenberg, 1831)
    - Sepia plangon (Gray, 1849)
    - Sepia plathyconchalis (Filippova and Khromov, 1991)
    - Sepia rozella (Iredale, 1926)
    - Sepia simoniana (Thiele, 1920)
    - Sepia tuberculata (Lamarck, 1798)
    - Sepia vermiculata (Quoy & Gaimard, 183?)

- Sepiella
  - Sepiella cyanea (Robson, 1924)
  - Sepiella inermis (Van Hasselt, 1835 in Férussac & D'Orbigny, 1834-1848)
  - Sepiella japonica (Sasaki, 1929)
  - Sepiella ocellata (Pfeffer, 1884)
  - Sepiella ornata (Rang, 1837)